# Citybike Wien

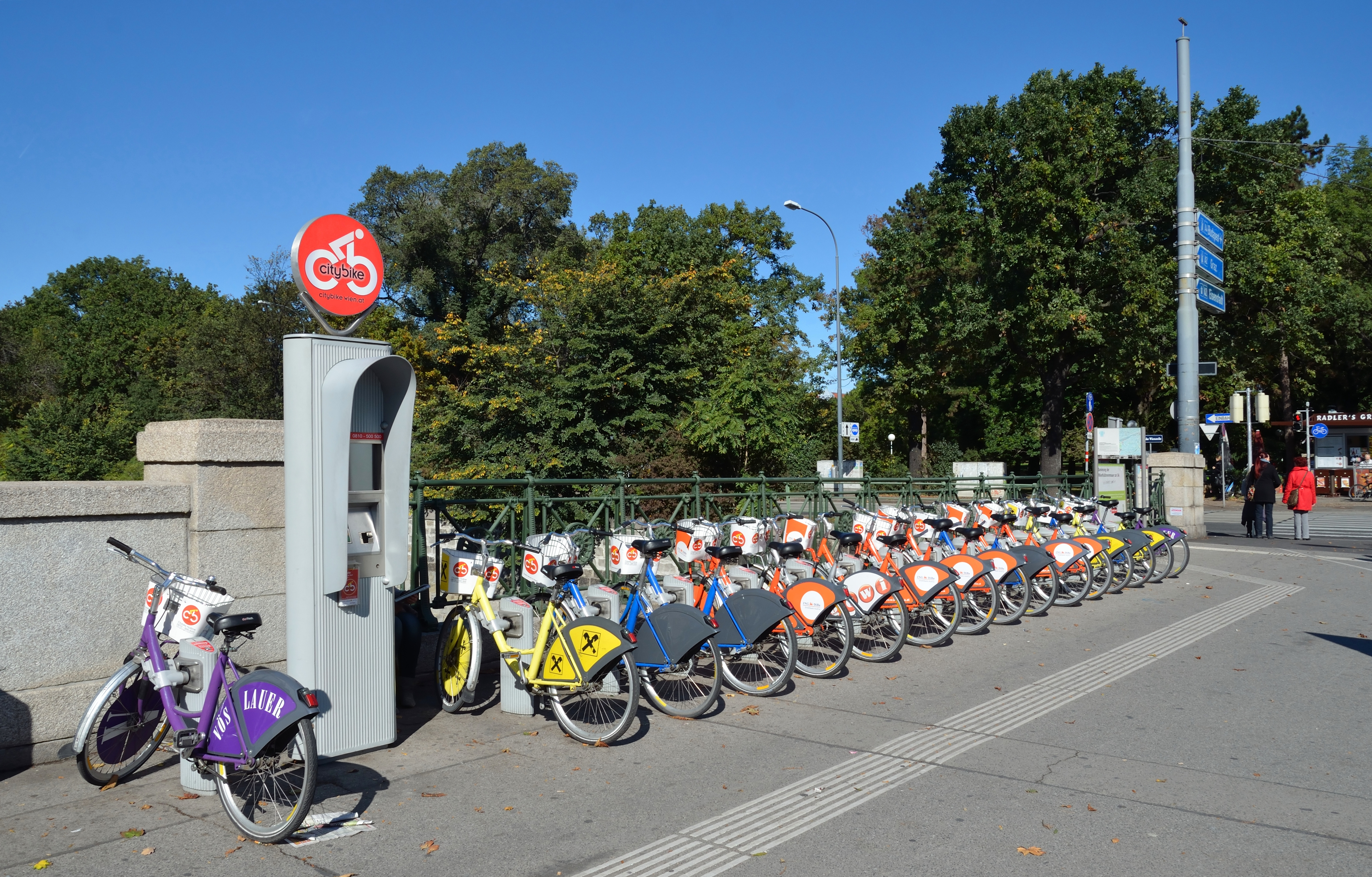
Citybike-Verleihstation auf der Schönbrunner Brücke

Das Citybike Wien war ein großflächig angelegtes Fahrradverleihsystem in Wien, das von 2003 bis 2022 vom Werbeunternehmen Gewista betrieben wurde. Ziel dieses an der Idee des Gratisrads angelehnten Systems war es, den Umstieg auf das Fahrrad für kürzere und mittlere innerstädtische Wege zu erleichtern und das Angebot öffentlicher Verkehrsmittel zu ergänzen.
Der Betrieb wurde am 31. März 2022 eingestellt und alle verbliebenen Stationen wurden außer Betrieb genommen.

## Entwicklung
Im Jahr 2001 wurde die Schaffung eines Gratisrad-Systems nach Kopenhagener Vorbild vereinbart, das jedoch zunächst scheiterte. Das 2002 gestartete, Viennabike genannte Projekt wurde von einem privaten Verein betrieben, der sich über Werbung auf den Fahrrädern und Zuschüssen von der Stadt Wien finanzierte. Der Wiener Gemeinderat beschloss dafür Anfang 2002 einstimmig Subventionen von 1,2 Millionen Euro für 3 Jahre. Im ganzen Bereich innerhalb des Gürtels wurden Fahrradständer errichtet, an denen mit einer Zwei-Euro-Münze als Pfand ein Fahrrad entriegelt werden konnte – genau nach dem gleichen System, wie es aus vielen Supermärkten mit Einkaufswagen bekannt ist. Die öffentlichen Appelle der Betreiber, die Gratisräder „fair“ zu benutzen, gingen aber nicht auf: Schon nach wenigen Wochen waren von den anfänglich 1.500 Fahrrädern kaum noch welche in den Verleihstationen anzutreffen. Obwohl die Fahrräder einfach gehalten (drei Gänge) und mit auffälligen Werbetafeln versehen waren, ließen egoistische Benutzung, gepaart mit Vandalismus und Fahrraddiebstahl, das Projekt scheitern. Mitarbeiter des Betreibers gingen noch ein paar Wochen auf Jagd nach zweckentfremdeten Viennabikes in Hinterhöfe und in die Außenbezirke (die Aufrufe, entwendete Viennabikes zu melden, wurden von einigen Seiten prompt als „Aufruf zur Denunziation“ kritisiert), bis die Fahrräder zu einer „Winterpause“ eingezogen wurden, aus der sie nicht mehr zurückkehrten. Die verbliebenen 1.230 Fahrräder wurden im Internet versteigert.
In der Folge kritisierte die FPÖ im Gemeinderat das gescheiterte Projekt und die bis dahin angefallenen Subventionen von 654.056 Euro für das Jahr 2002; in den beiden Folgejahren wären je 300.000 Euro an den Verein geflossen, wozu es aber nicht mehr kam. Bei der Suche nach einem alternativen Ersatzsystem erhielt das Werbeunternehmen Gewista, das in einem Naheverhältnis zur Stadt Wien steht, den Zuschlag. Im Jahr 2003 wurde das Citybike Wien vorgestellt.
Der Startschuss für den Probebetrieb von Citybike Wien erfolgte am 19. Mai 2003 durch den Stadtrat für Stadtentwicklung und Verkehr Rudolf Schicker.
Im April 2006 registrierten die Citybike-Zentralrechner während Schönwetterperioden über 10.000 Fahrten pro Woche.
Seit 2007 steht Citybike Wien das ganze Jahr über ohne Winterpause zur Verfügung.
Im Juli 2013 wurde mit 129.279 Fahrten eine neue Rekordmarke zurückgelegt, dies entspricht einer Steigerung von 45 Prozent im Vergleich zum selben Nutzungszeitraum von 2012 mit dem Citybikes. Im September 2013 verfügte das System über insgesamt 2.750 Boxen an 111 Stationen und 1.300 Fahrrädern. Am weiteren Ausbau in den westlichen Innenbezirken und den Anschlüssen an neue Universitätsgebäude wie z. B. der Wirtschaftsuniversität wird gearbeitet (Stand: September 2013).
Im Dezember 2014 wurde mit der Eröffnung der 120. Station der vorläufige Endausbau erreicht und es sind vorerst keine weiteren Stationen geplant.
Damit konnte die Prognose aus dem „Mobil in Wien Masterplan Verkehr 03/08“ S. 7 (2. Auflage; Stand 2010) mit 2.500 Fahrrädern nicht gehalten werden. Die Anzahl der Stationen wurde hingegen um eins übertroffen.
Auffallend ist, dass sich die Verteilung der Räder am Abend nach den Außenbezirken verlagert. Morgens sind oftmals bei den Fahrradständern der Innenbezirke kaum Fahrräder vorhanden.
Im Juli 2020 wurde bekanntgegeben, dass Verhandlungen mit der Stadt Wien über eine höhere Kostenübernahme endgültig gescheitert sind. Infolgedessen sollen ab 13. Juli 2020 zahlreiche Stationen deaktiviert und abgebaut werden. Davon betroffen sind 61 der aktuell 120 Stationen. Es handelt sich dabei um jene Stationen, die in der ersten Ausbauphase errichtet und vom Betreiber finanziert wurden. Diese liegen größtenteils in den Bezirken innerhalb des Gürtels. Im August wurde schließlich bekannt, dass die Wiener Linien den Betrieb aller Leihstationen (wieder) aufnehmen.
Citybike Wien wurde mit 31. März 2022 eingestellt und durch den kostenpflichtigen Dienst WienMobil Rad abgelöst, der von den Wiener Linien durch Nextbike angeboten wird.

## Funktionsweise

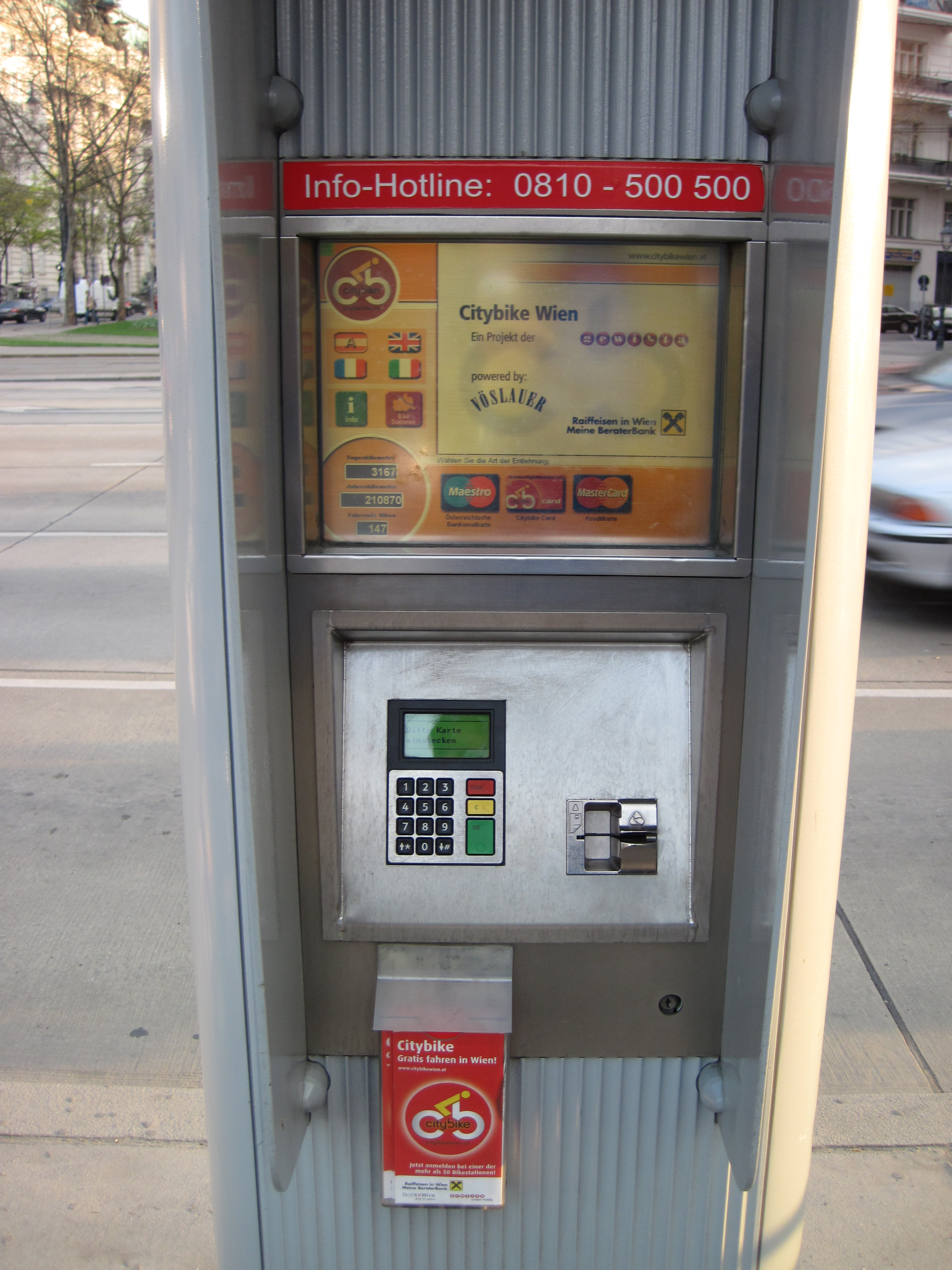
Verleih-Terminal

Gegen eine einmalige Anmeldegebühr von 1 Euro (anfangs zwei Euro), welche allerdings bei der ersten kostenpflichtigen Nutzung gut geschrieben wird, kann an Selbstbedienungsstellen mit Berührungsbildschirm rund um die Uhr an derzeit (März 2018) 121 Standorten ein Fahrrad ausgeliehen werden. Die Rückgabe erfolgt an jedem beliebigen Standort. Die Lage der Standorte, welche wie beim vorhergehenden System auf das zentrale Stadtgebiet beschränkt sind, die Anzahl der dort aktuell verfügbaren Räder und freien Bikeboxen (so werden die einzelnen Säulen genannt, an denen das Fahrrad verankert wird, um es gegen Diebstahl zu sichern, und die auch die Rückgabe eines Citybikes registrieren) kann von jedem Verleih-Terminal, aber auch über das Internet abgefragt werden.
Die Benutzung des Rades ist für die erste Stunde gratis. Die zweite Stunde kostet 1 Euro, die dritte 2 Euro, ab der vierten Stunde kostet es vier Euro. Bei Überschreitung von 120 Stunden oder Verlust des Fahrrades werden 600 Euro verrechnet.
Zur Vermeidung von Diebstahl und Vandalakten ist eine Identifizierung erforderlich, die mittels einer österreichischen Maestro-Karte (gemeinhin Bankomat-Karte genannt), internationalen Kreditkarten (Visa, MasterCard), der Citybike-Card, einem Mobiltelefon oder, speziell für Touristen, der Citybike Tourist Card erfolgen kann. Die meisten Benutzer nutzen die Bankomat-Karte (75 Prozent), gefolgt von Kreditkarten (17 Prozent), der Citybike-Card (fünf Prozent) und der Tourist Card (drei Prozent). Zusätzlich muss bei jedem Entlehnvorgang ein bei der Anmeldung festgelegtes Passwort eingegeben werden. Bei der Rückgabe muss das Rad dann lediglich mit der vorgesehenen Halterung in einem Terminal einrasten. Eventuell anfallende Verleihgebühren können bei der nächsten Nutzung beglichen werden. Um kostenlose Fahrten über mehrere Stunden hinweg zu unterbinden, müssen zwischen zwei Entleihvorgängen mindestens 15 Minuten liegen. Nach einer internen Statistik enden 95 Prozent aller Fahrten innerhalb einer Stunde und damit kostenlos für den Nutzer, die durchschnittliche Entleihdauer beträgt 22,5 Minuten, die häufigste 10 Minuten.

## Statistik
| Jahr | Fahrräder | Stationen | Boxen | Fahrten   | km        | Quelle        |
| ---- | --------- | --------- | ----- | --------- | --------- | ------------- |
| 2003 | 214       | 12        |       | 4.689     | 19.039    |               |
| 2004 | 747       | 41        |       | 78.821    | 230.462   |               |
| 2005 | 874       | 48        |       | 199.380   | 568.308   |               |
| 2006 | 897       | 49        |       | 277.759   | 867.299   |               |
| 2007 | 1.015     | 54        |       | 336.787   | 1.077.190 | [ 9 ]         |
| 2008 | 1.251     | 60        |       | 363.428   | 1.141.630 |               |
| 2009 | 1.282     | 61        |       | 397.778   | 1.317.111 | [ 8 ]         |
| 2010 | 1.200     | 78        |       | 434.296   | 1.392.467 | [ 10 ]        |
| 2011 | 1.200     | 92        | 2.176 | 571.334   | 1.876.979 | [ 11 ]        |
| 2012 | 1.200     | 102       | 2.471 | 714.141   | 2.320.064 | [ 12 ]        |
| 2013 | 1.300     | 111       | 2.750 | 790.084   | 2.579.111 | [ 13 ] [ 14 ] |
| 2014 | 1.500     | 120       | 3.065 | 980.361   | 3.166.099 | [ 15 ]        |
| 2015 | 1.500     | 121       | 3.097 | 1.014.532 | 3.287.588 | [ 16 ] [ 17 ] |
| 2016 | 1.500     | 121       | 3.115 | 1.066.703 | 3.654.960 | [ 18 ]        |
| 2017 | ~1.500    | 121       |       | 1.013.369 | 3.464.740 | [ 4 ]         |
| 2018 | ~1.500    | 121       |       | 1.005.992 | 3.517.317 | [ 19 ]        |

Quelle für die Fahrten und ungefähre Jahreskilometer (Werte für 2003 bis 2018) ist die Antwort auf eine E-Mail-Anfrage.